# Deutsche Leichtathletik-Meisterschaften 1951/Resultate
Der Hauptteil der Wettbewerbe bei den 51. Deutschen Leichtathletik-Meisterschaften wurde am 28. und 29. Juli 1951 im Düsseldorfer Rheinstadion ausgetragen.
In der hier vorliegenden Auflistung werden die in den verschiedenen Wettbewerben jeweils ersten sechs platzierten Leichtathletinnen und Leichtathleten aufgeführt. Eine Übersicht mit den Medaillengewinnerinnen und -gewinnern sowie einigen Anmerkungen zu den Meisterschaften findet sich unter dem Link Deutsche Leichtathletik-Meisterschaften 1951.
Es gab mehrere Disziplinen, die zu anderen Terminen an anderen Orten stattfanden – in den folgenden Übersichten jeweils konkret benannt.
Hier die ausführlichen Ergebnislisten der Meisterschaften:

## Meisterschaftsresultate Männer

### 100 m
| Platz | Athlet, Verein                            | Zeit (s) |
| ----- | ----------------------------------------- | -------- |
| 1     | Heinz Fütterer (Karlsruher FC Phönix)     | 10,8     |
| 2     | Peter Kraus (VfL München)                 | 10,8     |
| 3     | Werner Zandt (Stuttgarter Kickers)        | 10,8     |
| 4     | Heinz Fischer (Preussen Krefeld)          | 10,9     |
| 5     | Heinrich Umlauf (Bayreuther Turnerschaft) | 10,9     |
| 6     | Heinz Kosina (1. FC Schwandorf)           | 11,0     |

Datum: 29. Juli

### 200 m
| Platz | Athlet, Verein                         | Zeit (s) |
| ----- | -------------------------------------- | -------- |
| 1     | Peter Kraus (VfL München)              | 21,4     |
| 2     | Werner Zandt (Stuttgarter Kickers)     | 21,4     |
| 3     | Heinz Kosina (1. FC Schwandorf)        | 22,0     |
| 4     | Leo Lickes (CSV Marathon 1910 Krefeld) | 22,1     |
| 5     | Arno Boger (Karlsruher FC Phönix)      | 22,3     |
| 6     | Ulrich Wolters (ASV Nordrach)          | 22,5     |

Datum: 29. Juli

### 400 m
| Platz | Athlet, Verein                           | Zeit (s) |
| ----- | ---------------------------------------- | -------- |
| 1     | Hans Geister (CSV Marathon 1910 Krefeld) | 47,2     |
| 2     | Karl-Friedrich Haas (1. FC Nürnberg)     | 47,3     |
| 3     | Eugen Vogt (TSV 1860 München)            | 48,2     |
| 4     | Hubert Huppertz (Rot-Weiß Koblenz)       | 48,2     |
| 5     | Gerd Baas (Freiburger FC)                | 48,9     |
| 6     | Walter Rederscheid (Berliner SC)         | 49,0     |

Datum: 29. Juli

### 800 m
| Platz | Athlet, Verein                        | Zeit (min) |
| ----- | ------------------------------------- | ---------- |
| 1     | Urban Cleve (Preussen Krefeld)        | 1:50,0     |
| 2     | Heinz Ulzheimer (Eintracht Frankfurt) | 1:50,1     |
| 3     | Ernst Viebahn (Rot-Weiß Oberhausen)   | 1:51,4     |
| 4     | Kurt Bonah (Werder Bremen)            | 1:52,0     |
| 5     | Georg Dengler (TV Fürth 1860)         | 1:53,2     |
| 6     | Wolfgang Erhard (VfB Stuttgart)       | 1:54,4     |

Datum: 29. Juli

### 1500 m
| Platz | Athlet, Verein                               | Zeit (min) |
| ----- | -------------------------------------------- | ---------- |
| 1     | Karl Kluge (Werder Bremen)                   | 3:50,2     |
| 2     | Werner Lueg (Sportfreunde Gevelsberg)        | 3:50,6     |
| 3     | Heinz Laufer (DSV Hannover 1878)             | 3:50,8     |
| 4     | Hans Deutschländer (VfL Sportfreunde Berlin) | 3:52,0     |
| 5     | Rolf Lamers (Rot-Weiß Oberhausen)            | 3:52,0     |
| 6     | Richard Lehmann (Karlsruher FC Phönix)       | 3:53,6     |

Datum: 29. Juli

### 5000 m
| Platz | Athlet, Verein                            | Zeit (min) |
| ----- | ----------------------------------------- | ---------- |
| 1     | Herbert Schade (Barmer TV 1846 Wuppertal) | 14:19,6    |
| 2     | Walter Müller (TSV 1860 München)          | 14:39,4    |
| 3     | Siegfried Steller (SCC Berlin)            | 15:11,8    |
| 4     | Ludwig Rögener (Hamburger SV)             | 15:24,6    |
| 5     | Gerd Saß (Hamburger SV)                   | 15:27,0    |
| 6     | Dieter Kohls (SCC Berlin)                 | 15:31,4    |

Datum: 29. Juli

### 10.000 m
| Platz | Athlet, Verein                       | Zeit (min) |
| ----- | ------------------------------------ | ---------- |
| 1     | Erich Kruzycki (SC Victoria Hamburg) | 31:45,2    |
| 2     | Günter Heßelmann (SuS 09 Dinslaken)  | 31:50,2    |
| 3     | Hermann Eberlein (TSV 1860 München)  | 32:03,8    |
| 4     | Siegfried Steller (SCC Berlin)       | 32:14,2    |
| 5     | Kurt Jenne (Düsseldorfer SC 99)      | 33:20,4    |
| 6     | Fritz Kränzlein (1. FC Nürnberg)     | 33:51,0    |

Datum: 28. Juli

### Marathon
| Platz | Athlet, Verein                          | Zeit (h) |
| ----- | --------------------------------------- | -------- |
| 1     | Wilfried Hogrefe (TK Hannover)          | 2:46:06  |
| 2     | Heinz Kuderski (TuS Jahn Werdohl)       | 2:50:52  |
| 3     | Josef Legge (VfL Bochum)                | 2:54:33  |
| 4     | Egon Pfarr (FSV Frankfurt)              | 2:59:06  |
| 5     | Gerd von Hanu-Krüger (TK Hannover)      | 3:00:18  |
| 6     | Hans Vollbach (TSV Bayer 04 Leverkusen) | 3:01:28  |

Datum: 28. Juli

### Marathon, Mannschaftswertung
| Platz | Verein, Besetzung                                                 | Zeit (h) |
| ----- | ----------------------------------------------------------------- | -------- |
| 1     | TK Hannover (Wilfried Hogrefe, Gerd von Hanu-Krüger, Rodowski)    | 08:54:10 |
| 2     | FSV Frankfurt (Egon Pfarr, Erich Lachhein, Otto Haupt)            | 09:27:06 |
| 3     | ETSV Altona-Eidelstedt (Theodor Meinecke, Lehmann, Wilhelm Grube) | 10:29:52 |
| 4     | TUSEM Essen (August Blumensaat, Otfried Neuloh, Grebert)          | 10:34:31 |
| 5     | Werder Bremen (Bernabei, Liedig, Edi Kreglinger)                  | 11:16:10 |
| 6     | ESV Rot-Weiß Stuttgart (Karl Meyer, Schmitt, Burkhardt)           | 11:25:59 |

Datum: 28. Juli

### 110 m Hürden
| Platz | Athlet, Verein                         | Zeit (s) |
| ----- | -------------------------------------- | -------- |
| 1     | Wolfgang Troßbach (Berliner SC)        | 15,0     |
| 2     | Günter Theilmann (Eintracht Frankfurt) | 15,1     |
| 3     | Hans Zepernick (Blau-Weiß Osnabrück)   | 15,2     |
| 4     | Edmund Hidas-Hikisch (VfL München)     | 15,3     |
| 5     | Ernst Becker (Werder Bremen)           | 15,6     |
| 6     | Friedel Schirmer (FC Stadthagen)       | 15,7     |

Datum: 29. Juli

### 200 m Hürden
| Platz | Athlet, Verein                     | Zeit (s) |
| ----- | ---------------------------------- | -------- |
| 1     | Bert Steines (Rot-Weiß Koblenz)    | 24,7     |
| 2     | Fritz Butenholz (DTSG 74 Hannover) | 25,3     |
| 3     | Friedel Schirmer (FC Stadthagen)   | 25,6     |
| 4     | Ernst Becker (Werder Bremen)       | 25,9     |
| 5     | Dieter Marschall (ASV Köln)        | 26,3     |
| 6     | Erich Hebel (1. FC Kaiserslautern) | 26,5     |

Datum: 29. Juli

### 400 m Hürden
| Platz | Athlet, Verein                   | Zeit (s) |
| ----- | -------------------------------- | -------- |
| 1     | Karl Kohlhoff (Rot-Weiß Koblenz) | 53,4     |
| 2     | Georg Sallen (OSV Hörde)         | 53,4     |
| 3     | Oskar Scharr (SpVgg. Feuerbach)  | 53,6     |
| 4     | Helmut Kwozek (DTSG 74 Hannover) | 55,6     |
| 5     | Willi Krüll (ASV Köln)           | 55,8     |
| 6     | Rolf Köster (Werder Bremen)      | 56,7     |

Datum: 29. Juli

### 3000 m Hindernis
| Platz | Athlet, Verein                         | Zeit (min) |
| ----- | -------------------------------------- | ---------- |
| 1     | Helmut Gude (TSV Esslingen)            | 9:02,4     |
| 2     | Erhard Kynast (Grün-Weiß Braunschweig) | 9:22,4     |
| 3     | Günther Woeller (Werder Bremen)        | 9:26,2     |
| 4     | Rudolf Brenner (SG 06 Betzdorf)        | 9:28,6     |
| 5     | Ludwig Kaindl (TSV 1860 München)       | 9:34,8     |
| 6     | Gerhard Wiedenhorn (SpVgg. Böblingen)  | 9:37,8     |

Datum: 29. Juli

### 4 × 100 m Staffel
| Platz | Verein, Besetzung                                                                | Zeit (s) |
| ----- | -------------------------------------------------------------------------------- | -------- |
| 1     | Eintracht Frankfurt (P. Schulz, Eckefried Becker, P. Schäfer, Konrad Wittekindt) | 42,1     |
| 2     | Preussen Krefeld (Heinz Fischer, Josef Heinen, Wilhelm Bauer, Jeuken)            | 42,1     |
| 3     | SV Phönix Ludwigshafen (Heinz Gruber, Werner Brunst, Ernst Ruppert, Horst Sturm) | 42,1     |
| 4     | Stuttgarter Kickers (Walter Vogt, Werner Zandt, Neef, Roland Hänssel)            | 42,2     |
| 5     | ASV Nordrach (Bastian, Kurt Spitzmüller, Paul Bieser, Ulrich Wolters)            | 42,5     |
| 6     | Hammer SpVg. 03/04 (Graßhoff, Bauernfeind, Pesch, Löhr)                          | 42,5     |

Datum: 29. Juli

### 4 × 400 m Staffel
| Platz | Verein, Besetzung                                                                      | Zeit (min) |
| ----- | -------------------------------------------------------------------------------------- | ---------- |
| 1     | CSV Marathon 1910 Krefeld (Georg Niepoth, Leo Lickes, Wolfgang Miedecke, Hans Geister) | 3:14,8     |
| 2     | Rot-Weiß Koblenz (Gerhard Audorf, Peter Mirkes, Karl Kohlhoff, Hubert Huppertz)        | 3:15,4     |
| 3     | MTV Wolfenbüttel (Steindor, Blumenberg, Decker, Steinhoff)                             | 3:19,8     |
| 4     | Hamburger SV (Nause, Herbert Behrend, Hermann Burnitz, Hans Hieke)                     | 3:21,8     |
| 5     | TK Hannover (Felsmann, Horst Bodenstein, H. W. Otto, Wien)                             | 3:24,4     |
| 6     | SpVgg. Feuerbach (G. Schmid, Spieth, Oskar Scharr, H. Schmid)                          | 3:24,6     |

Datum: 29. Juli

### 3 × 1000 m Staffel
| Platz | Verein, Besetzung                                                                | Zeit (min) |
| ----- | -------------------------------------------------------------------------------- | ---------- |
| 1     | Rot-Weiß Oberhausen I (Karl-Heinz Surray, Karl-Friedrich Dörsing, Ernst Viebahn) | 7:27,4     |
| 2     | SpVgg. Feuerbach (Stark, Kurt Anderko, Siegfried Binder)                         | 7:28,3     |
| 3     | TK Hannover (Klages, Wiegel, Bock)                                               | 7:32,2     |
| 4     | TSV Rot-Weiß Lörrach (Artur Wehrle, Hans Dengler, Günther Preschany)             | 7:33,4     |
| 5     | Rot-Weiß Oberhausen II (Willi Klömpken, Karl Grünsfelder, Werner Stein)          | 7:33,7     |
| 6     | VfB Stuttgart (Kurt Philippin, Wolfgang Erhard, Helmut Thumm)                    | 7:34,4     |

Datum: 29. Juli

### 10.000 m Bahngehen
| Platz | Athlet, Verein                         | Zeit (min) |
| ----- | -------------------------------------- | ---------- |
| 1     | Rudolf Lüttge (Eintracht Braunschweig) | 47:51,2    |
| 2     | Bernd Schwertel (VfR 07 Limburg)       | 50:51,4    |
| 3     | Siegfried Kemper (SCC Berlin)          | 50:56,4    |
| 4     | Hermann Grittner (ESV Olympia Köln)    | 52:16,8    |
| 5     | Rudolf Modes (Hamburger SV)            | 53:24,0    |
| 6     | Alfred Nord (Eintracht Braunschweig)   | 53:39,8    |

Datum: 29. Juli

### 50-km-Gehen
| Platz | Athlet, Verein                         | Zeit (h) |
| ----- | -------------------------------------- | -------- |
| 1     | Rudolf Lüttge (Eintracht Braunschweig) | 4:58:06  |
| 2     | Robert Kübler (TSV Allianz Stuttgart)  | 5:02:24  |
| 3     | Gustav Peinemann (WSV Braunschweig)    | 5:06:26  |
| 4     | Friedrich Prehn (Hamburger SV)         | 5:07:50  |
| 5     | Theo Arendes (Eintracht Braunschweig)  | 5:09:24  |
| 6     | Reinhold Hertel (SCC Berlin)           | 5:14:11  |

Datum: 9. September
fand in Braunschweig statt

### 50-km-Gehen, Mannschaftswertung
| Platz | Verein, Besetzung                                                     | Zeit (h) |
| ----- | --------------------------------------------------------------------- | -------- |
| 1     | Eintracht Braunschweig (Rudolf Lüttge, Theo Arendes, Walter Stoltz)   | 15:28:47 |
| 2     | WSV Braunschweig (Gustav Peinemann, Ludwig, Viktor Siuda)             | 16:15:05 |
| 3     | SCC Berlin (Reinhold Hertel, Meyer, Siegfried Kemper)                 | 16:17:47 |
| 4     | Hamburger SV (Friedrich Prehn, Otto Biethan, Rudolf Modes)            | 16:44:02 |
| 5     | ESV Grün-Weiß Essen (Willi Schneidereit, Riemenschneider, Kestermann) | 17:47:32 |

Datum: 9. September
fand in Braunschweig statt
nur 5 Mannschaften in der Wertung

### Hochsprung
| Platz | Athlet, Verein                              | Höhe (m) |
| ----- | ------------------------------------------- | -------- |
| 1     | Werner Bähr (Olympia Neumünster)            | 1,91     |
| 2     | Bernd Naumann (SC Frankfurt 1880)           | 1,88     |
| 3     | Peter Zeiß (KSV Hessen Kassel)              | 1,85     |
| 4     | Hermann Nacke (Polizei SV Kiel)             | 1,85     |
| 5     | Hans-Georg Endruweit (Polizei SV Wuppertal) | 1,80     |
| 6     | Ludwig Koppenwallner (VfL München)          | 1,80     |

Datum: 29. Juli

### Stabhochsprung
| Platz | Athlet, Verein                   | Höhe (m) |
| ----- | -------------------------------- | -------- |
| 1     | Julius Schneider (SC Pforzheim)  | 4,20 DR  |
| 2     | Gustav Stührk (TSV 1860 München) | 3,70000  |
| 3     | Walter Simon (OSC Berlin)        | 3,60000  |
| 4     | Georg Coß (Preussen Krefeld)     | 3,50000  |
| 5     | Erwin Stolze (TB Untertürkheim)  | 3,50000  |
| 6     | Ekkehard Bauer (FC Singen 04)    | 3,40000  |
| 6     | Rolf Fritz (TSG Balingen)        | 3,40000  |

Datum: 28. Juli
Julius Schneider stellte mit seiner Siegeshöhe einen neuen deutschen Rekord auf.

### Weitsprung
| Platz | Athlet, Verein                                  | Weite (m) |
| ----- | ----------------------------------------------- | --------- |
| 1     | Herbert Göbel (SV Korbach 09)                   | 7,19      |
| 2     | Fritz Gleim (Eintracht Frankfurt)               | 7,08      |
| 3     | Harry Jungmann (Regensburger Turnerschaft)      | 7,07      |
| 4     | Heinz Fallak (SV Schwarz-Weiß Westende Hamborn) | 7,05      |
| 5     | Heinz Klophaus (Ohligser TV)                    | 6,98      |
| 6     | Walter Vogt (Stuttgarter Kickers)               | 6,87      |

Datum: 28. Juli

### Dreisprung
| Platz | Athlet, Verein                       | Weite (m) |
| ----- | ------------------------------------ | --------- |
| 1     | Werner Bodenhagen (MTV Wolfenbüttel) | 14,63     |
| 2     | Kurt Trozowski (TuS Jahn Werdeloh)   | 14,32     |
| 3     | Kurt Müller (SC Pforzheim)           | 14,25     |
| 4     | Herbert Pfeffer (SV Darmstadt 98)    | 14,14     |
| 5     | Werner Weiß (Preußen Münster)        | 13,78     |
| 6     | Theo Strohschnieder (TV Cloppenburg) | 13,66     |

Datum: 29. Juli

### Kugelstoßen
| Platz | Athlet, Verein                     | Weite (m) |
| ----- | ---------------------------------- | --------- |
| 1     | Werner Theurer (SpVgg. Feuerbach)  | 14,77     |
| 2     | Josef Hipp (TSG Balingen)          | 14,67     |
| 3     | Josef Bongen (TSV Viersen)         | 14,31     |
| 4     | Günther Noack (Grünweiß Frankfurt) | 14,11     |
| 5     | Walter Janssen (Werder Bremen)     | 14,05     |
| 6     | Fritz Riese (Eintracht Frankfurt)  | 14,00     |

Datum: 28. Juli

### Diskuswurf
| Platz | Athlet, Verein                              | Weite (m) |
| ----- | ------------------------------------------- | --------- |
| 1     | Heinz Rosendahl (Schwarz-Weiß Radevormwald) | 46,77     |
| 2     | Walter Janssen (Werder Bremen)              | 45,50     |
| 3     | Ernst Kunz (OSC Berlin)                     | 45,30     |
| 4     | Gerhard Hilbrecht (TSV 1860 München)        | 45,26     |
| 5     | Günther Noack (Grünweiß Frankfurt)          | 43,86     |
| 6     | Werner Theurer (SpVgg. Feuerbach)           | 42,98     |

Datum: 29. Juli

### Hammerwurf
| Platz | Athlet, Verein                     | Weite (m) |
| ----- | ---------------------------------- | --------- |
| 1     | Karl Wolf (Karlsruher TV 1846)     | 56,96     |
| 2     | Karl Storch (Borussia Fulda)       | 45,41     |
| 3     | Erwin Blask (Grünweiß Frankfurt)   | 51,77     |
| 4     | Wolfram Hausmann (VfL München)     | 51,22     |
| 5     | Karl Hagenburger (TSV Mannheim 46) | 50,95     |
| 6     | Sebastian Mayer (VfL München)      | 50,48     |

Datum: 28. Juli

### Speerwurf
| Platz | Athlet, Verein                       | Weite (m) |
| ----- | ------------------------------------ | --------- |
| 1     | Emil Sick (Stuttgarter Kickers)      | 69,54     |
| 2     | Hans-Joachim Schmid (TSG Balingen)   | 62,66     |
| 3     | Heinrich Will (Rendsburger TSV)      | 62,01     |
| 4     | Martin Reitknecht (VfB Stuttgart)    | 60,65     |
| 5     | Helmut Wilshaus (Hammer SpVg. 03/04) | 60,03     |
| 6     | Karl-Heinz Berg (Freiburger FC)      | 59,74     |

Datum: 28. Juli

### Fünfkampf,1934er Wertung
| Platz | Athlet, Verein                          | P – offiz. Wert. | P – 85er Wert. |
| ----- | --------------------------------------- | ---------------- | -------------- |
| 1     | Friedel Schirmer (FC Stadthagen)        | 3698             | 3527           |
| 2     | Hubert Huppertz (Rot-Weiß Koblenz)      | 3591             | 3453           |
| 3     | Günther Theilmann (Eintracht Frankfurt) | 3542             | 3419           |
| 4     | Ludwig Koppenwallner (VfL München)      | 3416             | 3264           |
| 5     | Hans Stein (TG Schweinfurt 1848)        | 3383             | 3283           |
| 6     | Heinz Fallak (Sportfreunde Gevelsberg)  | 3357             | 3291           |

Datum: 18. August
fand in Wetzlar statt
Gewertet wurden die Disziplinen vom 1. Tag des Zehnkampfs (sog. „Deutscher Fünfkampf“): 100 m, Weitsprung, Kugelstoßen, Hochsprung, 400 m.

### Zehnkampf,1934er Wertung
| Platz | Athlet, Verein                     | P – offiz. Wert. | P – 85er Wert. |
| ----- | ---------------------------------- | ---------------- | -------------- |
| 1     | Friedel Schirmer (FC Stadthagen)   | 6615             | 6405           |
| 2     | Hubert Huppertz (Rot-Weiß Koblenz) | 6346             | 6209           |
| 3     | Ludwig Koppenwallner (VfL München) | 6302             | 6102           |
| 4     | Hans Müller (Karlsruher FC Phönix) | 5923             | 5784           |
| 5     | Ernst Swenson (Holstein Kiel)      | 5781             | 5706           |
| 6     | Paul Adomeit (Rendsburger TSV)     | 5686             | 5599           |

Datum: 18./19. August
fand in Wetzlar statt

### Waldlauf–7600m
| Platz | Athlet, Verein                       | Zeit (min) |
| ----- | ------------------------------------ | ---------- |
| 1     | Walter Müller (TSV 1860 München)     | 23:55,2    |
| 2     | Günter Heßelmann (SuS 09 Dinslaken)  | 24:01,8    |
| 3     | Erich Kruzycki (SC Victoria Hamburg) | 24:14,2    |
| 4     | Siegfried Steller (SCC Berlin)       | 24:17,6    |
| 5     | Hermann Eberlein (TSV 1860 München)  | 24:24,4    |
| 6     | Ludwig Kaindl (TSV 1860 München)     | 24:26,0    |

Datum: 22. April
fand in Uelzen statt

### Waldlauf–7600m, Mannschaftswertung
| Platz | Verein, Besetzung                                                 | (Pkte)               |
| ----- | ----------------------------------------------------------------- | -------------------- |
| 1     | TSV 1860 München (Walter Müller, Hermann Eberlein, Ludwig Kaindl) | 10 (Plätze 01/05/06) |
| 2     | TSV Esslingen (Helmut Gude, Otto Eitel, Dieter Schlegel)          | 26 (Plätze 08/10/11) |
| 3     | Barmer TV 1846 Wuppertal (Braun, Herbert Schade, Heiko Emde)      | 42 (Plätze 14/15/20) |
| 4     | Hamburger SV (Gerd Saß, Gerhard Paschen, Ludwig Rögener)          | 48 (Plätze 16/17/24) |
| 5     | SCC Berlin (Siegfried Steller, Körner, Hans Scharnbeck)           | 55 (Plätze 04/0?/0?) |
| 6     | Werder Bremen (Franz Schiffer, Wöller, Brinkmann)                 | 60 (Plätze 19/23/33) |

Datum: 22. April
fand in Uelzen statt

## Meisterschaftsresultate Frauen

### 100 m
| Platz | Athletin, Verein                               | Zeit (s) |
| ----- | ---------------------------------------------- | -------- |
| 1     | Marga Petersen (Werder Bremen)                 | 12,2     |
| 2     | Maria Sander, geb. Domagala (SuS 09 Dinslaken) | 12,3     |
| 3     | Ursula Knab (USC Heidelberg)                   | 12,4     |
| 4     | Margot Glöckner (Eintracht Frankfurt)          | 12,5     |
| 5     | Renate Kortenhaus (SSV Wuppertal)              | 12,5     |
| 6     | Maria Hertneck (Stuttgarter Kickers)           | 12,6     |

Datum: 29. Juli

### 200 m
| Platz | Athletin, Verein                     | Zeit (s) |
| ----- | ------------------------------------ | -------- |
| 1     | Maria Hertneck (Stuttgarter Kickers) | 25,6     |
| 2     | Christel Neukirch (Bonner FV)        | 25,6     |
| 3     | Karin Fehring (MTV München von 1879) | 25,7     |
| 4     | Helga Klein (SG Mannheim)            | 25,8     |
| 5     | Maria Arenz (Düsseldorfer SC 99)     | 25,8     |
| 6     | Paula Engelsperger (VfL München)     | 25,9     |

Datum: 29. Juli

### 80 m Hürden
| Platz | Athletin, Verein                               | Zeit (s) |
| ----- | ---------------------------------------------- | -------- |
| 1     | Maria Sander, geb. Domagala (SuS 09 Dinslaken) | 11,6     |
| 2     | Anneliese Seonbuchner (1. FC Nürnberg)         | 11,7     |
| 3     | Lore Fauth (Stuttgarter Kickers)               | 11,9     |
| 4     | Hildegard Hellwig (SSV Wuppertal)              | 11,9     |
| 5     | Lotte Wackersreuther (1. FC Nürnberg)          | 12,0     |
| 6     | Waltraud Preker (OSV Hörde)                    | 12,9     |

Datum: 29. Juli

### 4 × 100 m Staffel
| Platz | Verein, Besetzung                                                                                  | Zeit (s) |
| ----- | -------------------------------------------------------------------------------------------------- | -------- |
| 1     | Werder Bremen (Helga Kluge, geb. Huhn, Marga Petersen, Hannelore Mikos, Lena Stumpf)               | 48,4     |
| 2     | SSV Wuppertal (Renate Kortenhaus, Kläre Vorthmann, Marianne Dekkers, Hildegard Hellwig)            | 48,5     |
| 3     | 1. FC Nürnberg (Wilhelmine Schubert, Anneliese Seonbuchner, Helma Horlacher, Lotte Wackersreuther) | 48,6     |
| 4     | OSV Hörde (Elisabeth Schmitz, Waltraud Preker, Rösen, Ostmann)                                     | 49,4     |
| 5     | Eintracht Frankfurt (Schäfer, Ullmann, Margot Glöckner, Thoma)                                     | 49,5     |
| 6     | MTV München von 1879 (Nadler, Ida Adler, Grabmeier, Karin Fehring)                                 | 49,9     |

Datum: 29. Juli

### Hochsprung
| Platz | Athletin, Verein                              | Höhe (m) |
| ----- | --------------------------------------------- | -------- |
| 1     | Margarete von Buchholtz (Stuttgarter Kickers) | 1,55     |
| 2     | Luise Lockemann (1. SC Göttingen 05)          | 1,55     |
| 3     | Hildegard Gerschler (Freiburger FC)           | 1,50     |
| 4     | Ilse Steckelmann (Osnabrücker TV 1861)        | 1,50     |
| 4     | Hannelore Kerschus (Holstein Kiel)            | 1,50     |
| 6     | Liselotte Weymann (OSC Berlin)                | 1,50     |

Datum: 28. Juli

### Weitsprung
| Platz | Athletin, Verein                                      | Weite (m) |
| ----- | ----------------------------------------------------- | --------- |
| 1     | Lore Fauth (Stuttgarter Kickers)                      | 5,80      |
| 2     | Elfriede von Nitzsch, geb. Brunemann (TK Hannover)    | 5,74      |
| 3     | Kläre Vorthmann (SSV Wuppertal)                       | 5,63      |
| 4     | Irmgard Schmelzer, geb. Kirchhoff (KSV Hessen Kassel) | 5,62      |
| 5     | Elisabeth Schmitz (OSV Hörde)                         | 5,45      |
| 6     | Ingetraud Schwarmann (ATSV Bremen 1860)               | 5,34      |

Datum: 29. Juli

### Kugelstoßen
| Platz | Athletin, Verein                                       | Weite (m) |
| ----- | ------------------------------------------------------ | --------- |
| 1     | Gertrud Kille (SV St. Georg Hamburg)                   | 13,26     |
| 2     | Dorothea Kreß (VfL Pinneberg)                          | 12,33     |
| 3     | Lilli Kähler (USC Heidelberg)                          | 12,25     |
| 4     | Marianne Werner, geb. Schulze-Entrup (Preußen Münster) | 12,19     |
| 5     | Jolanda Mayr (TSV Pfronten)                            | 12,17     |
| 6     | Hilde Siemer (Oldenburger Turnerbund)                  | 12,10     |

Datum: 29. Juli

### Diskuswurf
| Platz | Athletin, Verein                                       | Weite (m) |
| ----- | ------------------------------------------------------ | --------- |
| 1     | Marianne Werner, geb. Schulze-Entrup (Preußen Münster) | 42,72     |
| 2     | Karen Sonneck, geb. Uthke (TK Hannover)                | 41,95     |
| 3     | Else Hümmer, geb. Graf (1. FC Nürnberg)                | 40,76     |
| 4     | Ilse Peters (Eintracht Frankfurt)                      | 40,33     |
| 5     | ina Rathsack (Hamburger SV)                            | 39,77     |
| 6     | Marianne Reitz (TV 1861 Neu-Isenburg)                  | 39,39     |

Datum: 28. Juli

### Speerwurf
| Platz | Athletin, Verein                   | Weite (m) |
| ----- | ---------------------------------- | --------- |
| 1     | Marlies Müller (Rot-Weiß Koblenz)  | 46,49     |
| 2     | Elisabeth Groß (1. FC Nürnberg)    | 42,81     |
| 3     | Alwine Lehr (Eintracht Frankfurt)  | 40,27     |
| 4     | Gisela Maier (Stuttgarter Kickers) | 39,39     |
| 5     | Anni Kriegeskorte (SG Welper)      | 39,21     |
| 6     | Susanne Pastoors (OSC Berlin)      | 38,50     |

Datum: 29. Juli

### Fünfkampf
| Platz | Athletin, Verein                               | P – offiz. Wert. | P – 55er Wert. |
| ----- | ---------------------------------------------- | ---------------- | -------------- |
| 1     | Lena Stumpf (Werder Bremen)                    | 436              | 4292           |
| 2     | Maria Sander, geb. Domagala (SuS 09 Dinslaken) | 426              | 4285           |
| 3     | Lore Fauth (Stuttgarter Kickers)               | 426              | 4300           |
| 4     | Rosemarie Seuffert (TSV Siemensstadt Berlin)   | 375              | 4032           |
| 5     | Anneliese Seonbuchner (1. FC Nürnberg)         | 375              | 4022           |
| 6     | Lotte Wackersreuther (1. FC Nürnberg)          | 367              | 3916           |

Datum: 18./19. August
fand in Wetzlar statt
Der Fünfkampf wurde nach einer älteren deutschen Punktetabelle des Frauen-Fünfkampfs gewertet, Disziplinen: Tag 1 – Kugelstoß, Hochsprung, 200 m / Tag 2 – 80 m Hürden, Weitsprung.

## Video
- Filmausschnitte u. a. von den Deutschen Leichtathletikmeisterschaften 1951 auf filmothek.bundesarchiv.de, Bereich: 5:26 min bis 6:50 min, abgerufen am 20. April 2021